# Антракт
Антра́кт (от фр. entracte entre «между» + acte «действие») — перерыв между действиями, актами театрального спектакля, отделениями концерта, эстрадного или циркового представления. Предназначен для нескольких целей: отдыха актёров и зрителей, и перемены декораций, а также, при необходимости, смены костюмов и грима актёров.
Деление пьесы на акты впервые появилось у римлян, которые ввели в пьесе 5 действий. Греки не знали антракта, у них сцена была всегда занята, так как в промежутках между действиями пел хор. В пьесах классического репертуара при единстве времени и
места антракты были излишни и служили только для отдыха публики и артистов.
С экономической точки зрения антракт приносит стационарному театру как хозяйственному механизму дополнительный доход от посещения зрителями буфета.

## Ссылка
- Антракт // Энциклопедический словарь Брокгауза и Ефрона : в 86 т. (82 т. и 4 доп.). — СПб., 1890. — Т. Ia. — С. 864.
- Антракт // Энциклопедия «Кругосвет».
- АНТРАКТ